# Pukguksong-3
Le Pukguksong-3 (coréen : 《북극성-3》형 ; Hanja : 北極星 3型 ; littéralement Polaris Type 3) ou KN-26 (désignation américaine) est un missile mer-sol balistique stratégique (MSBS) à deux étages nord-coréen, probablement basé sur le même moteur que celui qui propulse le Pukguksong-2. Le missile a réussi son premier essai en vol le 2 octobre 2019, bien qu’il ait été présenté dans des défilés dès 2017. Comparé aux missiles plus anciens, le Pukguksong-3 représente probablement un pas en avant dans le développement des MSBS nord-coréens, peut-être vers un éventuel missile standardisé.

## Conception
Le Pukguksong-3 est un développement ultérieur du Pukguksong-2, dont il partage le diamètre de 1,4 mètre. Le missile a été montré pour la première fois lors de la parade du 15 avril 2017 avec une apparence similaire à celle du Pukguksong-1, mais en plus grand et peint avec une bande noire ininterrompue sur le nez. Les missiles qui ont défilé avaient une jupe avec des ailerons en croix.
Davantage d’informations ont été dévoilées le 22 août, lorsque des images ont été montrées du corps du missile fabriqué par enroulement filamentaire avec un diamètre plus grand de 1,4 mètre, ainsi que le nom officiel du missile, sur un écran en arrière-plan d’une photo. L’image montrait un missile Pukguksong-3 dans un tube et révélait qu’il s’agissait d’un missile à combustible solide à deux étages. Avant cela, il y a eu une série de tests d’éjection à Sinpo, bien qu’il n’ait pas pu être confirmé que ces tests impliquaient le Pukguksong-3.
Un autre rapport indique que le Pukguksong-3 s’éloigne de la conception du Pukguksong-1, au lieu de la suivre. Selon cette analyse, le missile est une nouvelle plate-forme qui améliorerait probablement la capacité de deuxième frappe de la Corée du Nord.
Le missile a été présenté dans l’exposition « Self-Defense » 2021, entre un Pukguksong-5 et un SLBM plus récent, de type KN-23. La ligne noire ininterrompue d’origine était interrompue par une bande blanche, peut-être lors d’une tentative de tromperie.

## Tests
Il y a eu un test connu du Pukguksong-3 : le 2 octobre 2019, vers 7 h 11 (heure normale de Pyongyang) au large de Wonsan. Il n’y avait pas eu d’annonce préalable ni de détection des préparatifs du lancement. Le résultat est un succès. Le missile Pukguksong-3 a été tiré sans son ogive de rentrée atmosphérique et n’avait pas la jupe précédemment vue avec des ailerons en croix, comme les précédents lancements de Pukguksong-1 à partir de barges sous-marines.
Kim Jong-un n’aurait pas assisté au test, bien que des photos publiées sur KCTV aient été prétendument modifiées, de sorte qu’un gobelet a été retiré, ce qui, selon le rapport, suggère qu’il aurait pu assister au test.
Le missile a atteint une portée de 450 km et son apogée à 910 km d’altitude, ce qui signifie qu’avec une trajectoire normale, il aurait une portée d’au moins 1900 km.

## Déploiement
Le missile est susceptible d’être déployé sur le nouveau sous-marin de classe Sinpo-C en construction, car les sous-marins de classe Sinpo-B actuels, qui sont adaptés au missile Pukguksong-1, ne sont pas adaptés au missile Pukguksong-3 plus grand. Le nouveau sous-marin lanceur de missiles balistiques est basé sur le sous-marin de classe Romeo et devrait être équipé de trois tubes de lancement pour les missiles. Cependant, la position des tubes entraîne probablement une réduction de l’espace pour le compartiment des batteries, et donc une réduction de son endurance sous l’eau, la réduisant peut-être à la moitié de la capacité d’origine. Comme le sous-marin est encore en construction, il sera peut-être adapté pour tirer le missile Pukguksong-5, plus récent et encore plus grand. Même avec ces modifications, cependant, il est peu probable que le sous-marin de classe Romeo atteigne 3000 tonnes comme l’ont rapporté les médias sud-coréens. Une conversion d’un sous-marin de classe Golf est également possible.

## Variantes

### Pukguksong-4
Lors du défilé du 10 octobre 2020 commémorant le 75e anniversaire de la fondation du Parti du travail de Corée, un nouveau missile désigné Pukguksong-4 a été présenté. Sa taille est considérablement augmentée par rapport au Pukguksong-3, à la fois en diamètre et en longueur. Contrairement au Pukguksong-3, il a été vu avec une escorte des Forces terrestres populaires de Corée et le missile ne semblait pas avoir de mécanisme de séparation réel pour ses deux étages. Certaines parties du moteur semblaient être fabriquées par enroulement filamentaire pour rendre le missile plus léger, et ce faisant lui conférer une plus grande portée et une plus grande charge utile. La portée est susceptible d’être similaire ou supérieure à celle du Pukguksong-3, bien qu’aucun essai en vol n’ait encore été effectué,. Le chef des opérations navales sud-coréennes, Boo Suk-jong, a mentionné que l’alphabet coréen écrit sur ce missile est « 북극성-4e » (Pukkuksong-4S), et non « 북극성-4A » (Pukkuksong-4A). Il a également mentionné que la lettre « ᄉ » peut signifier 수중 (sujung, sous-marin) ou 수상 (susang, sur l’eau).

### Pukguksong-5
Lors d’un défilé le 14 janvier 2021, une autre variante du SLBM a été présentée, le Pukguksong-5. Il partage la conception des deux missiles précédents, mais avec un cône de nez pointu, un carénage de charge utile plus long et une plus grande longueur totale. L’apparition d’un autre missile non testé indique probablement que la Corée du Nord est toujours en train d’hésiter sur un modèle spécifique de SLBM,.

### Pukguksong-6
Nouvelle version plus longue, d’une longueur comparable à celle du Polaris A3 ou du Trident C4 ou du R-30 Boulava.